# Saint-Georges-sur-la-Prée
Pour les articles homonymes, voir Saint-Georges, Saint Georges, Georges et Prée.
Saint-Georges-sur-la-Prée est une commune française située dans le département du Cher en région Centre-Val de Loire.

## Géographie

### Localisation
La commune est située dans le département du Cher à la limite du Loir-et-Cher.
Elle est à l'intersection des routes départementales 19 et 90. La commune est accessible en voiture depuis la route nationale 76 allant de Bourges à Tours en passant par Vierzon mais aussi depuis la route nationale 20 allant de Vierzon à Châteauroux en prenant la sortie Saint-Hilaire.
La commune se situe à 120 m d'altitude et le point culminant est de 152 m au lieu-dit les Picardies. Le point le plus bas est à 92 m dans la prairie de Saint-Georges.

### Hydrographie
Saint-Georges-sur-la-Prée est traversée par deux rivières : le Cher sur 4,8 km et la Prée qui se jette dans le Cher à Saint-Loup (Loir-et-Cher).

### Climat
Pour des articles plus généraux, voir Climat du Centre-Val de Loire et Climat du Cher.
En 2010, le climat de la commune est de type climat océanique dégradé des plaines du Centre et du Nord, selon une étude du CNRS s'appuyant sur une série de données couvrant la période 1971-2000. En 2020, Météo-France publie une typologie des climats de la France métropolitaine dans laquelle la commune est exposée à un climat océanique altéré et est dans la région climatique  Centre et contreforts nord du Massif Central, caractérisée par un air sec en été et un bon ensoleillement. 
Pour la période 1971-2000, la température annuelle moyenne est de 11,5 °C, avec une amplitude thermique annuelle de 15,4 °C. Le cumul annuel moyen de précipitations est de 722 mm, avec 10,9 jours de précipitations en janvier et 7 jours en juillet. Pour la période 1991-2020, la température moyenne annuelle observée sur la station météorologique la plus proche, située sur la commune de Vierzon à 10 km à vol d'oiseau, est de 12,2 °C et le cumul annuel moyen de précipitations est de 745,6 mm,. Pour l'avenir, les paramètres climatiques de la commune estimés pour 2050 selon différents scénarios d'émission de gaz à effet de serre sont consultables sur un site dédié publié par Météo-France en novembre 2022.

## Urbanisme

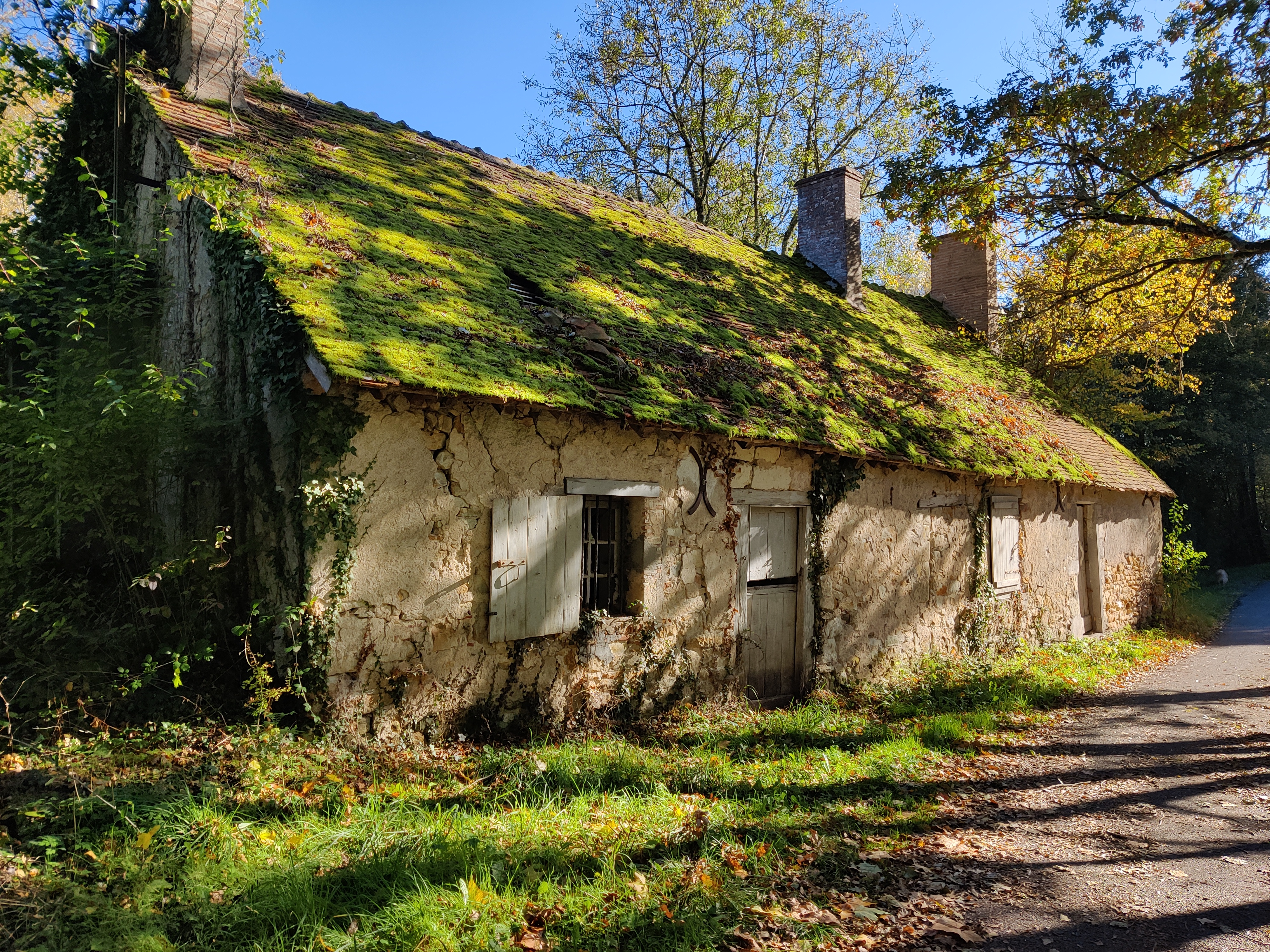
Une grange abandonnée à Saint-Georges-sur-la-Prée.

### Typologie
Au 1er janvier 2024, Saint-Georges-sur-la-Prée est catégorisée commune rurale à habitat dispersé, selon la nouvelle grille communale de densité à 7 niveaux définie par l'Insee en 2022.
Elle est située hors unité urbaine. Par ailleurs la commune fait partie de l'aire d'attraction de Vierzon, dont elle est une commune de la couronne,. Cette aire, qui regroupe 20 communes, est catégorisée dans les aires de moins de 50 000 habitants,.

### Occupation des sols
L'occupation des sols de la commune, telle qu'elle ressort de la base de données européenne d’occupation biophysique des sols Corine Land Cover (CLC), est marquée par l'importance des territoires agricoles (85,3 % en 2018), en diminution par rapport à 1990 (87,1 %). La répartition détaillée en 2018 est la suivante : 
terres arables (58,3 %), zones agricoles hétérogènes (16,5 %), forêts (12,9 %), prairies (10,5 %), zones urbanisées (1,8 %).
L'évolution de l’occupation des sols de la commune et de ses infrastructures peut être observée sur les différentes représentations cartographiques du territoire : la carte de Cassini (XVIIIe siècle), la carte d'état-major (1820-1866) et les cartes ou photos aériennes de l'IGN pour la période actuelle (1950 à aujourd'hui).

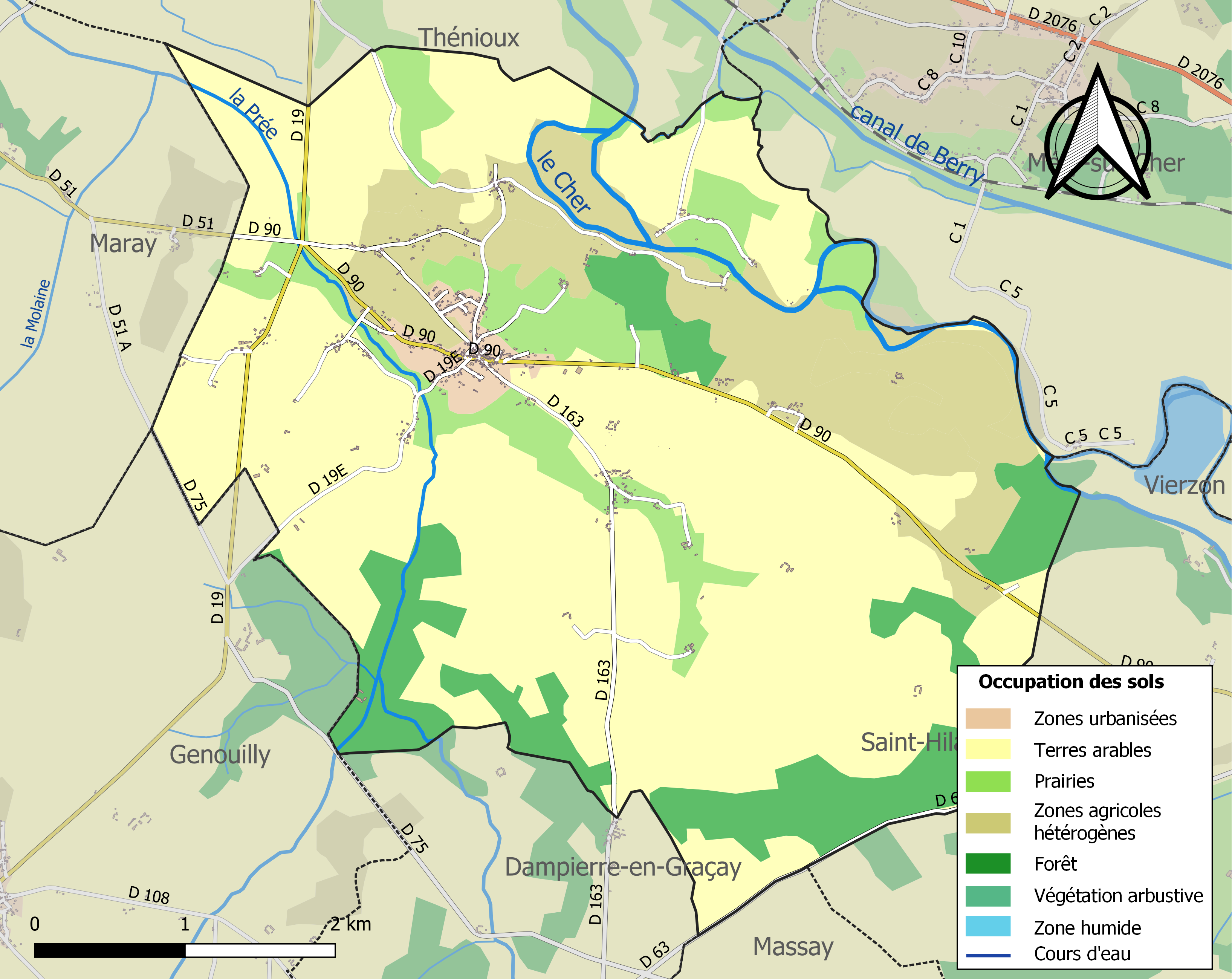
Carte des infrastructures et de l'occupation des sols de la commune en 2018 (CLC).

### Risques majeurs
Le territoire de la commune de Saint-Georges-sur-la-Prée est vulnérable à différents aléas naturels : météorologiques (tempête, orage, neige, grand froid, canicule ou sécheresse), inondations, mouvements de terrains et séisme (sismicité faible). Un site publié par le BRGM permet d'évaluer simplement et rapidement les risques d'un bien localisé soit par son adresse soit par le numéro de sa parcelle.
Certaines parties du territoire communal sont susceptibles d’être affectées par le risque d’inondation par débordement de cours d'eau, notamment le Cher, la Prée. La commune a été reconnue en état de catastrophe naturelle au titre des dommages causés par les inondations et coulées de boue survenues en 1982, 1999, 2001 et 2008,.

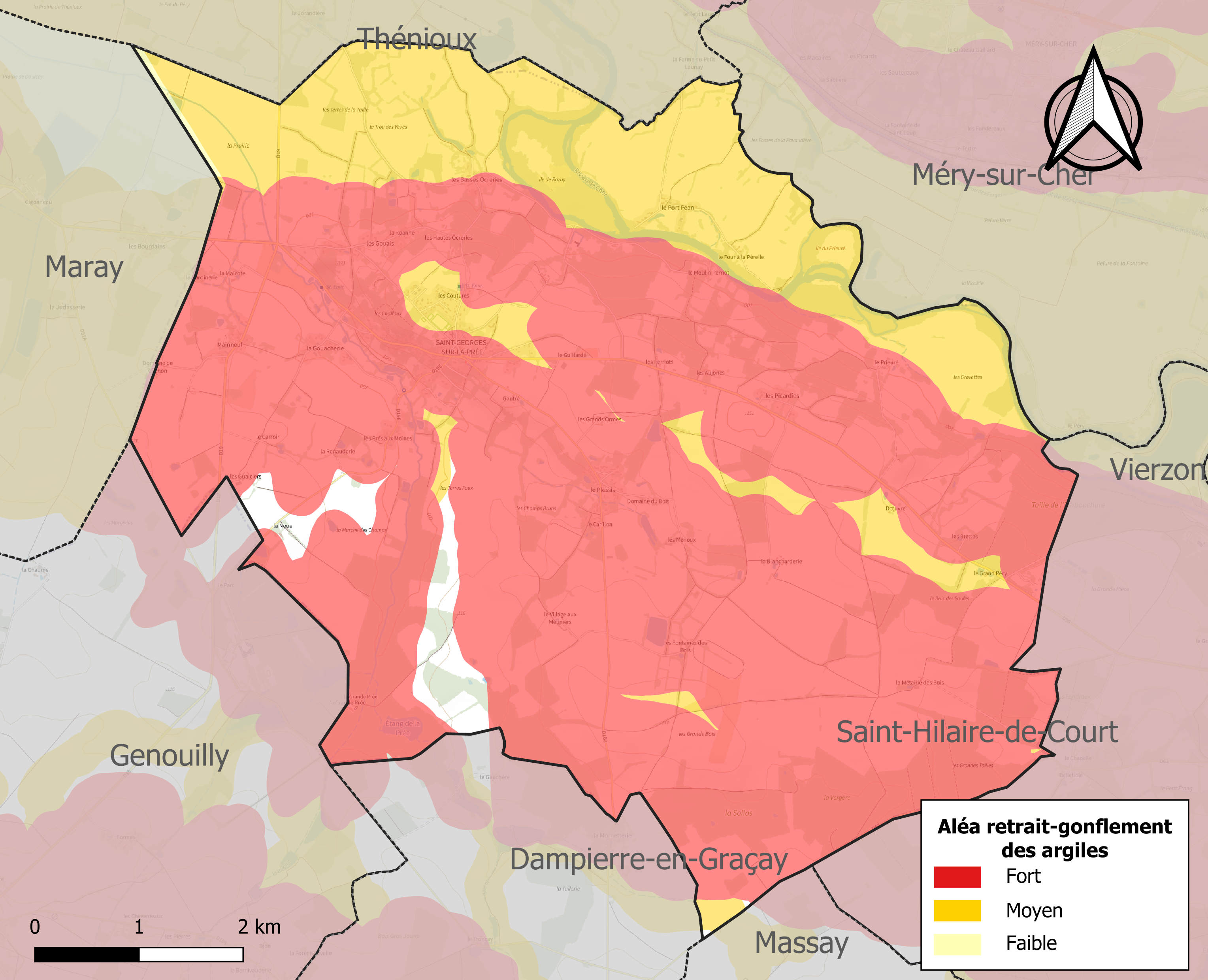
Carte des zones d'aléa retrait-gonflement des sols argileux de Saint-Georges-sur-la-Prée.

La commune est vulnérable au risque de mouvements de terrains constitué principalement du retrait-gonflement des sols argileux. Cet aléa est susceptible d'engendrer des dommages importants aux bâtiments en cas d’alternance de périodes de sécheresse et de pluie. 97,3 % de la superficie communale est en aléa moyen ou fort (90 % au niveau départemental et 48,5 % au niveau national). Sur les 315 bâtiments dénombrés sur la commune en 2019, 314 sont en aléa moyen ou fort, soit 100 %, à comparer aux 83 % au niveau départemental et 54 % au niveau national. Une cartographie de l'exposition du territoire national au retrait gonflement des sols argileux est disponible sur le site du BRGM,.
Concernant les mouvements de terrains, la commune a été reconnue en état de catastrophe naturelle au titre des dommages causés par la sécheresse en 1989, 1991, 1997, 1998, 2002, 2011, 2018 et 2019 et par des mouvements de terrain en 1999.

## Toponymie
Saint-Georges-sur-la-Prée a changé plusieurs fois de nom. En 1422, elle portait le nom de Sanctus Georgius de Pradea puis en 1442 Saint-Georges-de-la-Prehee qui changea en 1467 pour devenir Saint-Georges-Souls-la-Prehee[réf. nécessaire].
Au cours de la Révolution française, la commune porta temporairement les noms de Montagne-sur-la-Prée ou Égalité-la-Prée.

## Histoire
Le village existait déjà au temps de Charlemagne et y avait été bâtie en 843 l'abbaye bénédictine de Dèvres (ou Devre). Dans l'église de l'abbaye placée sous le vocable de saint Georges, en 843, l'archevêque de Bourges saint Raoul avait transféré les reliques de sainte Perpétue.
Les moines, après le pillage par les Normands en 903, se déplacent dans un prieuré proche leur appartenant qui devient alors l'abbaye Saint-Pierre de Vierzon et y portèrent ces reliques.

## Politique et administration

### Rattachements administratifs et électoraux
La commune se trouve dans le département du Cher et, depuis 1984, dans l'arrondissement de Vierzon. Pour l'élection des députés, elle fait partie depuis 1988 de la deuxième circonscription du Cher.
Elle faisait partie depuis 1793  du canton de Graçay. Dans le cadre du redécoupage cantonal de 2014 en France, la commune est désormais intégrée au canton de Vierzon-2.

### Intercommunalité
La commune est devenue membre en 2000 de la communauté de communes de Graçay Saint-Outrille créée fin 1993, et qui a alors pris la dénomination de communauté de communes des Vallées vertes du Cher Ouest.
Cette intercommunalité fusionne avec la communauté de communes Vierzon Pays des Cinq rivières, la nouvelle intercommunalité créée le 1er janvier 2013 portant le nom de communauté de communes Vierzon Sologne Berry.
Le 1er janvier 2020, celle-ci a fusionné avec la communauté de communes les Villages de la Forêt pour former la communauté de communes Vierzon-Sologne-Berry et Villages de la Forêt, dont la commune est désormais membre.

### Liste des maires
| Période                                  | Période  | Identité                     | Étiquette | Qualité                         |
| ---------------------------------------- | -------- | ---------------------------- | --------- | ------------------------------- |
| Les données manquantes sont à compléter. |          |                              |           |                                 |
| 1790                                     | 1793     | Claude Martin                |           | Propriétaire                    |
| 1793                                     | 1793     | Antoine Taureau              |           | Fermier                         |
| 1793                                     | 1800     | François Maltier             |           | Laboureur                       |
| 1800                                     | 1800     | Claude Martin                |           | Propriétaire                    |
| 1800                                     | 1808     | François Maltier             |           | Laboureur                       |
| 1808                                     | 1813     | Blaise Blanchet              |           | Maréchal                        |
| 1813                                     | 1819     | Thomas de Waters             |           | Colonel                         |
| 1819                                     | 1823     | Jean Aradan                  |           | Fermier                         |
| 1823                                     | 1824     | François Firmin              |           | Fermier                         |
| 1824                                     | 1840     | Alexandre Meunier            |           | Fermier                         |
| 1840                                     | 1843     | Antoine Boin                 |           | -                               |
| 1843                                     | 1846     | Jacques Gavelle              |           | Notaire                         |
| 1846                                     | 1848     | Julien Le Goazre de Toulgoet |           | Propriétaire du Rosay           |
| 1848                                     | 1851     | Antoine Boin                 |           | -                               |
| 1851                                     | 1855     | Julien Le Goazre de Toulgoet |           | Propriétaire du Rosay           |
| 1855                                     | 1860     | Claude Meunier               |           | Fermier                         |
| 1860                                     | 1870     | Antoine Meunier              |           | -                               |
| 1870                                     | 1878     | Claude Meunier               |           | Fermier                         |
| 1878                                     | 1884     | Paul Roux                    |           | Marchand de vin                 |
| 1884                                     | 1896     | André Ratelet                |           | Agriculteur                     |
| 1896                                     | 1900     | Émile de Toulgoet            |           | Propriétaire de Rosay           |
| 1900                                     | 1908     | Pierre Brinay                |           | Agriculteur                     |
| 1908                                     | 1919     | Victor Legendre              |           | Agriculteur                     |
| 1919                                     | 1929     | Louis Firmin                 |           | Agriculteur                     |
| 1929                                     | 1944     | Henri Tripeau                |           | Agriculteur                     |
| 1944                                     | 1947     | Joseph Bigot                 |           | Boulanger                       |
| 1947                                     | 1978     | Yves de Hauteclocque         |           | Directeur au Botin              |
| 1978                                     | 1999     | Claude Debéda                | MDC       | Professeur de physique          |
| mars 2001                                | 2020     | Vincent Faucheux,            | PCF       | Professeur des écoles, musicien |
| 2020                                     | en cours | Jean Marc Duguet             | SE        |                                 |

## Démographie
L'évolution du nombre d'habitants est connue à travers les recensements de la population effectués dans la commune depuis 1793. Pour les communes de moins de 10 000 habitants, une enquête de recensement portant sur toute la population est réalisée tous les cinq ans, les populations de référence des années intermédiaires étant quant à elles estimées par interpolation ou extrapolation. Pour la commune, le premier recensement exhaustif entrant dans le cadre du nouveau dispositif a été réalisé en 2007.

En 2022, la commune comptait 595 habitants, en évolution de −4,8 % par rapport à 2016 (Cher : −2,48 %, France hors Mayotte : +2,11 %).
| 1793 | 1800 | 1806 | 1821 | 1831 | 1836 | 1841 | 1846 | 1851 |
| ---- | ---- | ---- | ---- | ---- | ---- | ---- | ---- | ---- |
| 726  | 647  | 783  | 725  | 830  | 853  | 794  | 835  | 845  |

| 1856 | 1861 | 1866 | 1872 | 1876 | 1881 | 1886 | 1891 | 1896 |
| ---- | ---- | ---- | ---- | ---- | ---- | ---- | ---- | ---- |
| 827  | 792  | 852  | 807  | 809  | 794  | 752  | 754  | 711  |

| 1901 | 1906 | 1911 | 1921 | 1926 | 1931 | 1936 | 1946 | 1954 |
| ---- | ---- | ---- | ---- | ---- | ---- | ---- | ---- | ---- |
| 676  | 685  | 666  | 572  | 543  | 495  | 509  | 466  | 401  |

| 1962 | 1968 | 1975 | 1982 | 1990 | 1999 | 2006 | 2007 | 2012 |
| ---- | ---- | ---- | ---- | ---- | ---- | ---- | ---- | ---- |
| 404  | 401  | 347  | 367  | 590  | 601  | 627  | 631  | 650  |

| 2017 | 2022 | - | - | - | - | - | - | - |
| ---- | ---- | - | - | - | - | - | - | - |
| 611  | 595  | - | - | - | - | - | - | - |

Saint-Georges-sur-la-Prée est en crise démographique au début du XVIIIe siècle, puisqu’elle passe de 141 feux en 1709 à 123 en 1726. L’hiver de 1709-1710 notamment cause de nombreuses pertes, ainsi que la grande canicule de 1719 (qui tua beaucoup par dysenterie).

## Économie
- Brasserie Aouf: production de bières locales.

## Culture locale et patrimoine

### Lieux et monuments
- Musée de l'ocre. Les carrières d'ocre de Saint-Georges-sur-la-Prée ont été exploitées dès le Moyen Âge ; ce pigment naturel était notamment utilisé pour les fresques. Egalement, Le grenier du Musée évoque l’habitat et la vie du village au cours des deux derniers siècles[30].
- Église Saint-Georges[31].
- Le château de Rozay (XVe siècle), propriété privée et non ouvert aux visites. Le château et ses dépendances sont protégés par une inscription à l'inventaire des Monuments historiques[32].
- Lavoir reconstruit en 2007 par souscription auprès de la population.
- Stèle érigés en mémoire de la résistance et des victimes des fascistes et des collaborationnistes.
- Les bords du Cher.
- Nombreux chemins de randonnée.

### Personnalités liées à la commune
- Émile de Toulgoët-Tréanna (1833-1925), historien français.